# Džungo Morita
Džungo Morita (* 9. srpna 1947 Tokio) je bývalý japonský volejbalista. S japonskou reprezentací vyhrál olympijský turnaj v Mnichově roku 1972 a získal stříbro na olympiádě v Mexiku roku 1968. Z mistrovství světa z roku 1970 si přivezl bronz, z univerziády (1967) a Asijských her (1966, 1970) zlato. V roce 2003 byl uveden do mezinárodní volejbalové síně slávy.